# Festuca borbonica
 (février 2015).
Si vous disposez d'ouvrages ou d'articles de référence ou si vous connaissez des sites web de qualité traitant du thème abordé ici, merci de compléter l'article en donnant les références utiles à sa vérifiabilité et en les liant à la section « Notes et références ».
Espèce
Festuca borbonica ou Fétuque de Bourbon est une espèce de plantes de la famille des poacées. Elle est endémique de  l'île de La Réunion, département d'outre-mer français dans le sud-ouest de l'océan Indien.